# Ed Lewis
Robert Herman Julius Friedrich, noto con lo pseudonimo Ed "Strangler" Lewis (Nekoosa, 30 giugno 1891 – New York, 8 agosto 1966), è stato un wrestler statunitense, che durante la sua carriera pluridecennale conquistò quattro titoli World Heavyweight Wrestling Championship agli albori del wrestling professionistico.
Fu una delle figure chiave nella transizione del wrestling da sport a spettacolo di intrattenimento con esiti predeterminati.

## Carriera

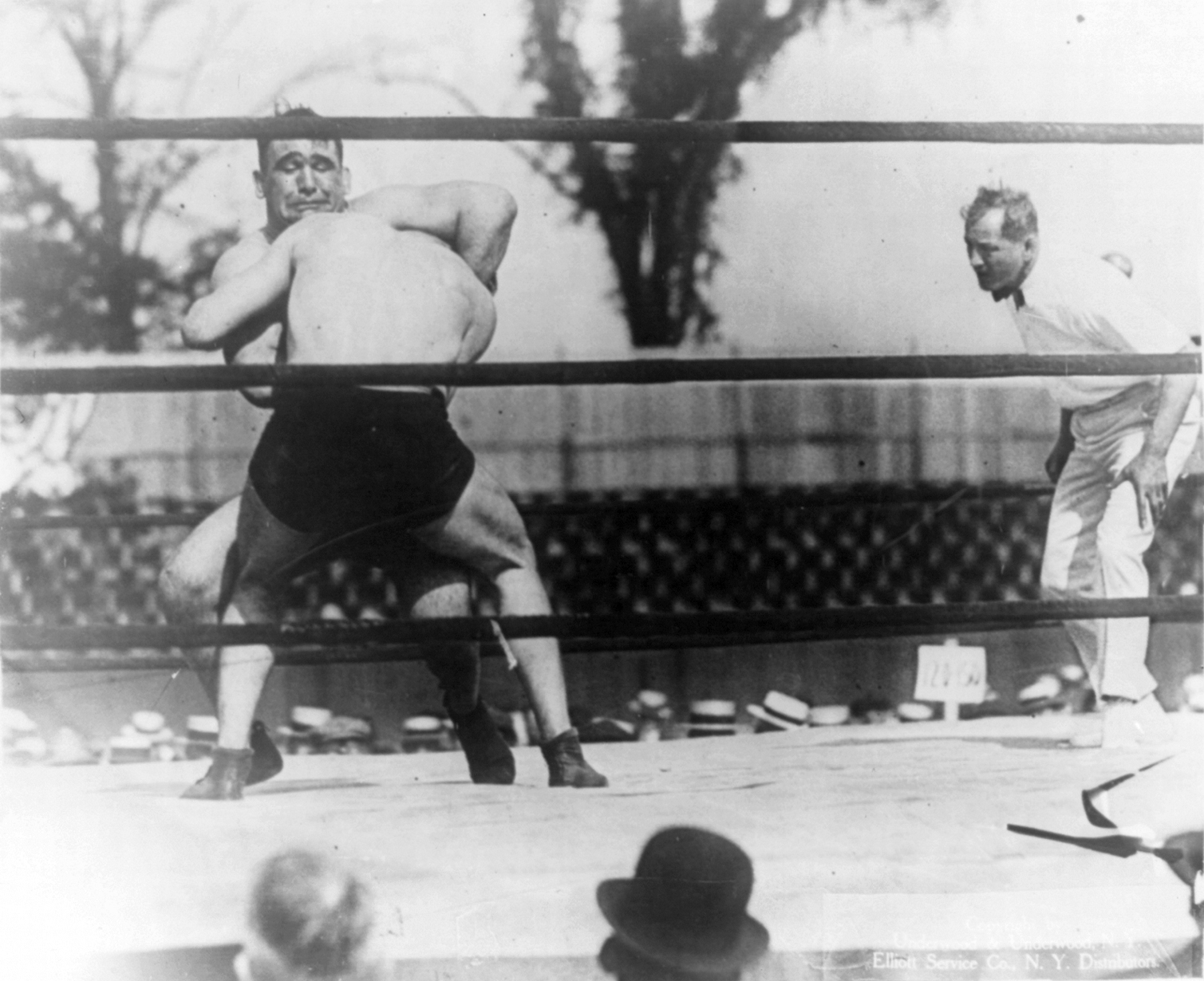
Lewis lotta contro Ivan Linow (1920)

Nato a Nekoosa nel Wisconsin, Friedrich iniziò a lottare sul ring a 14 anni, utilizzando il ring name Ed "Strangler" Lewis, in omaggio al lottatore dell'Ottocento Evan "Strangler" Lewis.
Fu una delle figure centrali del "Gold Dust Trio", insieme ai promoter Toots Mondt e Big Billy Sandow, nel mettere in scena uno show itinerante di wrestling precursore delle successive tournée, e che rivoluzionò il mondo della lotta professionistica promuovendo non solo singoli match, ma anche incontri "di contorno" tra lottatori meno famosi sempre nello stesso spettacolo. Inoltre, essi svilupparono i primi angle e le prime storyline, creando rivalità programmate tra i vari wrestler. Grazie all'abilità sul ring e alla forza di Lewis, il Trio poteva mettere in palio la cintura di campione contro chiunque, in quanto Lewis possedeva le facoltà di sconfiggere "veramente" chiunque non avesse rispettato il copione.

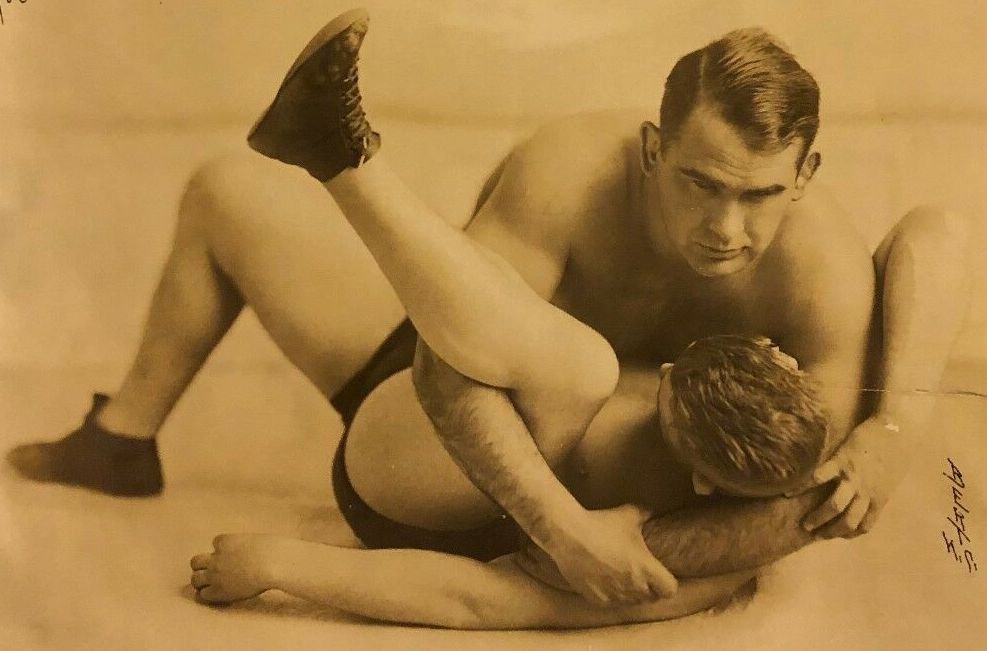
Foto autografata di Ed Lewis, 1929

Lewis conquistò il primo titolo World Heavyweight Wrestling Championship il 13 dicembre 1920, sconfiggendo Joe Stecher. Stecher si sarebbe dimostrato nel tempo il maggiore rivale di Lewis, sia dentro che fuori dal ring, poiché Stecher iniziò ad organizzare i propri show di wrestling, diventando il concorrente principale sul mercato del Gold Dust Trio. Lewis e Stecher si affrontarono in uno dei match di wrestling più lunghi della storia, lottando per cinque ore e mezzo di seguito, e terminando infine in pareggio. Il culmine del loro feud si ebbe il 15 aprile 1925, quando alla star del Gold Dust Trio ed ex campione Stanislaus Zbyszko fu chiesto di perdere contro Wayne Munn, ex giocatore di football americano, nuovo "campione" prescelto dalla dirigenza per dargli credibilità come lottatore. Zbyszko si indignò all'idea di dover essere sconfitto da un novellino senza esperienza, e di nascosto iniziò delle trattative per passare alla compagnia di Joe Stecher. Zbyszko disubbidì alle indicazioni del Gold Dust Trio, e sconfisse Munn, umiliandolo nel processo. Alla fine, Lewis e Stecher misero da parte i propri dissidi, ed accettarono di collaborare. Il 20 febbraio 1928 Stecher "cedette" la cintura a Lewis.
Nel 1933 si svolse uno dei match più celebri di Strangler al Madison Square Garden. Egli stava lottando contro Ray Steele per il titolo. I due uomini si giravano intorno di continuo senza colpirsi, ed il pubblico annoiato iniziava a rumoreggiare. Alla fine Steele colpì Lewis con un pugno chiuso, l'arbitro lo squalificò, e l'incontro ebbe fine dopo soli venti minuti.
Il 20 settembre 1934, Lewis lottò con Jim Londos davanti a un pubblico di 35,275 spettatori a Wrigley Field, con un incasso di 96.302 dollari, record per uno show di wrestling che sarebbe durato fino al 1952.
Nel 1937 Lewis ebbe sei incontri importanti. Sconfisse Floyd Marshall, John Spellman, Glen Wade, e Rusty Wescoatt, e perdette due volte con il campione canadese Earl McCready, all'epoca molto famoso in Canada.

## Post wrestling

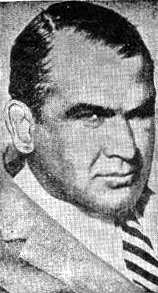
Ed Lewis nel 1947

Nel Lewis entrò in una fase di semi-ritiro, ma tornò a combattere nel 1942, all'età di 51 anni, nonostante ormai fosse quasi completamente cieco. Si ritirò definitivamente dal ring nel 1948, a 57 anni. Nel 1949, fu nominato "ambasciatore" della National Wrestling Alliance. Negli anni seguenti, divenne il manager dell'amico Lou Thesz, grande NWA World Heavyweight Champion.
Lewis divenne cieco a causa di un tracoma. Morì a New York l'8 agosto 1966, all'età di 75 anni. Figura di capitale importanza nella storia del wrestling statunitense, Lewis nel 1996 è stato inserito nella Wrestling Observer Newsletter Hall of Fame; nel 1999 è stato ammesso nella George Tragos/Lou Thesz Hall of Fame; nel 2002 è entrato nella Professional Wrestling Hall of Fame and Museum, e nel 2016 è stato introdotto nella WWE Hall of Fame nella categoria "Introduzioni d'onore".

## Personaggio
Mossa finale
- Strangle Hold (Sleeper hold)

## Titoli e riconoscimenti
- American Wrestling Association (Boston)
  - AWA World Heavyweight Championship (2)
- Championship Wrestling from Florida
  - NWA Florida Heavyweight Championship (1)
- Midwest Wrestling Association (Kansas City)
  - MWA World Heavyweight Championship (1)
- Midwest Wrestling Association (Ohio)
  - MWA World Heavyweight Championship (Ohio version) (1)
- New York State Athletic Commission
  - NYSAC World Heavyweight Championship (1)
- Professional Wrestling Hall of Fame and Museum
  - Classe del 2002
- World Wrestling Entertainment
  - WWE Hall of Fame (Classe del 2016)
- Wrestling Observer Newsletter
  - Wrestling Observer Newsletter Hall of Fame (Classe del 1996)
- Altri titoli
  - World Heavyweight Wrestling Championship (4)